# شماس (قرية)
قرية شماس هي إحدى القرى التابعة لمركز سيدي براني في محافظة مطروح في جمهورية مصر العربية. حسب إحصاءات سنة 2018، بلغ إجمالي السكان في شماس 3,730 نسمة، منهم 1,943 رجل و 1,787 امرأة.